# Distretto di Lam Luk Ka
Il distretto di Lam Luk Ka (in thailandese: ลำลูกกา) è un distretto (amphoe) della Thailandia situato nella provincia di Pathum Thani.